# Cherasco
Cherasco (Cherasch in piemontese) è un comune italiano di 9 631 abitanti della provincia di Cuneo in Piemonte.

## Geografia fisica
Si trova in un pianalto alla confluenza dei fiumi Stura di Demonte e Tanaro (tra i due, lo Stura presenta una maggiore portata media alla confluenza, 47 m³/s contro 41).

## Storia

### Medioevo
Cherasco nasce nel 1243, per volontà del vicario imperiale di Federico II di Svevia, Manfredi II Lancia, appartenente a un ramo cadetto della dinastia degli Aleramici e Sarlo di Drua, podestà di Alba. Già in età romana esisteva un borgo, chiamato Clerascum, presso il quale il vicario imperiale Lancia volle far edificare il nuovo paese. In ogni caso, Cherasco passò rapidamente alla fazione guelfa di Carlo d'Angiò, tradendo così la sua fondazione ghibellina.
Come comune libero e indipendente, nei torbidi periodi delle lotte comunali, Cherasco passò nuovamente ai ghibellini insieme ad Alba, Asti e Chieri, nel 1277. Nel 1303 la città dovette cedere la sua autonomia agli Angiò e quindi, nel 1347, ad Amedeo VI di Savoia.
Un cruento assedio, nel 1348, scacciò i Savoia e vide padrone del comune Luchino Visconti (signore di Milano), che vi farà erigere un proprio castello. Durante il periodo visconteo, gli uomini di Cherasco furono spesso mobilitati per operazioni militari, come nel 1354, quando la comunità dovette inviare a Giovanni Visconti 100 fanti. Passato nella dote della figlia Valentina Visconti, andata sposa a Luigi I di Valois-Orléans, venne ceduto ai francesi, e solo nel 1559 i Savoia riuscirono a riappropriarsene, grazie al trattato di Pace di Cateau-Cambrésis.

### Età Moderna
Dal 1559 iniziò un nuovo periodo di splendore. La città fu dotata di mura ideate da Ascanio Vittozzi. Quando nel 1630 scoppiò la peste in Piemonte, Cherasco ospitò la corte ducale: terminato il pericolo, venne fatto erigere nel 1647 l'Arco del Belvedere, uno dei simboli del paese.
Il 7 aprile 1631 Vittorio Amedeo I di Savoia, Giulio Mazzarino ed i rappresentanti di Sacro Romano Impero, Mantova e Spagna vi firmarono la pace che poneva fine alla guerra per la successione del ducato di Mantova, cui era annesso anche il Monferrato, riconoscendo a Carlo I Gonzaga la signoria sul Ducato di Mantova ed al Ducato di Savoia Trino ed Alba.

### La Rivoluzione francese

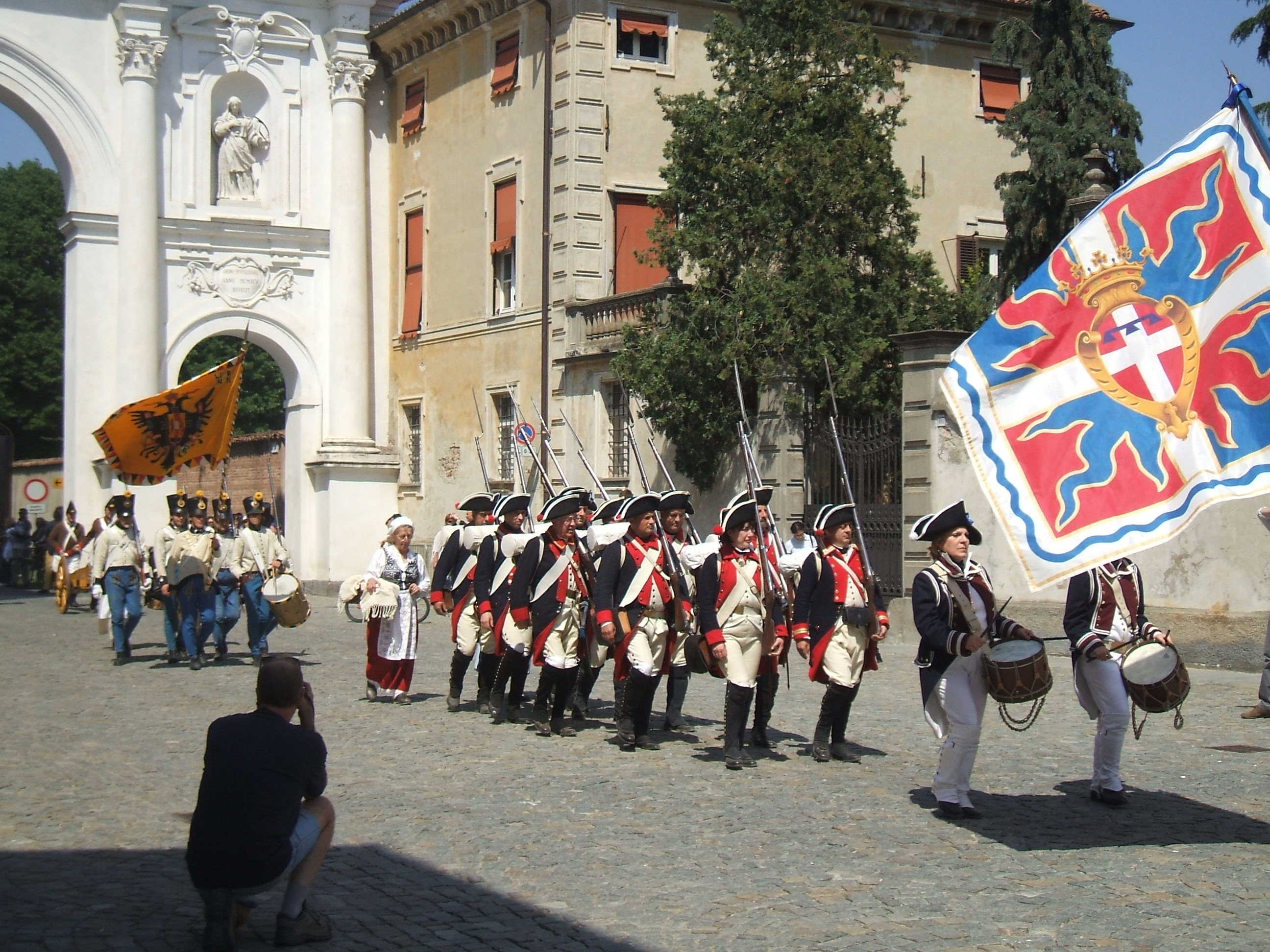
Sfilata di figuranti per il 211º anniversario della firma dell'armistizio di Cherasco del 1796

Il mattino del 23 aprile 1796 i Francesi assediarono Cherasco, che si arrese alla sera con richiesta di armistizio da parte del generale Michele Colli, comandante dei piemontesi. Napoleone Bonaparte entrò quindi in città e vi prese alloggio a Palazzo Salmatoris.
Napoleone, pur sostenendo di non essere autorizzato a trattare in nome del Direttorio, impose le condizioni dell'armistizio di Cherasco, con il quale si ridisegnava la geografia dei domini sabaudi. L'armistizio fu approvato da Vittorio Amedeo III il 28 aprile e confermato dalla Pace di Parigi del 15 maggio.

### La seconda guerra mondiale e la Resistenza
Il comune di Cherasco partecipò attivamente alla lotta di Resistenza partigiana e qui si svolsero numerosi scontri che causarono numerose vittime fra i suoi cittadini, anche con fucilazioni di massa ed eccidi. In virtù dei meriti nel corso della Resistenza, alla città è stata assegnata la "Medaglia d'argento al valor civile".

### Titolo nobiliare
La città di Cherasco gode del titolo di conte di Narzole a memoria della decisione assunta il 25 maggio 1695 dal Duca di Savoia, con conforme parere dei Magistrati, del Senato e della Camera de' Conti, di infeudarle il luogo e territorio di Narzole. Nel 1469 Narzole era feudo dei Borromeo; successivamente la comunità di Cherasco ebbe su di esso il privilegio del finaggio e della vicaria ma poi la Camera de' Conti decise di staccarlo da Cherasco e infeudarlo diversamente. Ne nacque una contesa, iniziata nel 1650 con un memoriale indirizzato dalla città al Duca di Savoia e conclusa nel 1695 col citato titolo nobiliare.

### La comunità ebraica di Cherasco
Cherasco fu sede, dal XVI secolo fino agli inizi del Novecento, di una piccola, ma fiorente comunità ebraica. A testimonianza della sua storia restano la sinagoga settecentesca nel grande caseggiato del ghetto (ancor oggi identificabile all'angolo tra le odierne via Marconi e via Vittorio Emanuele), dove tra il 1740 e il 1848 risiedettero gli ebrei di Cherasco, ed il piccolo cimitero nella via Salita vecchia, all'ingresso del paese.

### Simboli
Lo stemma della città è rappresentato da una croce rossa in campo bianco con il motto latino: Urbs Firmissima Pacis.
Lo scudo a cartoccio è ornato da un ramo di alloro e uno di palma e timbrato dalla corona muraria del rango di città.
In raffigurazioni meno recenti era sormontato da una corona di conte e accompagnato dalle figure di un uomo e una donna, ciascuno appoggiato ad un'anfora che versa acqua, a simboleggiare rispettivamente i fiumi Tanaro e Stura. Questa composizione è visibile sull'affresco risalente al 1785 che decora la facciata del palazzo comunale.

## Monumenti e luoghi d'interesse

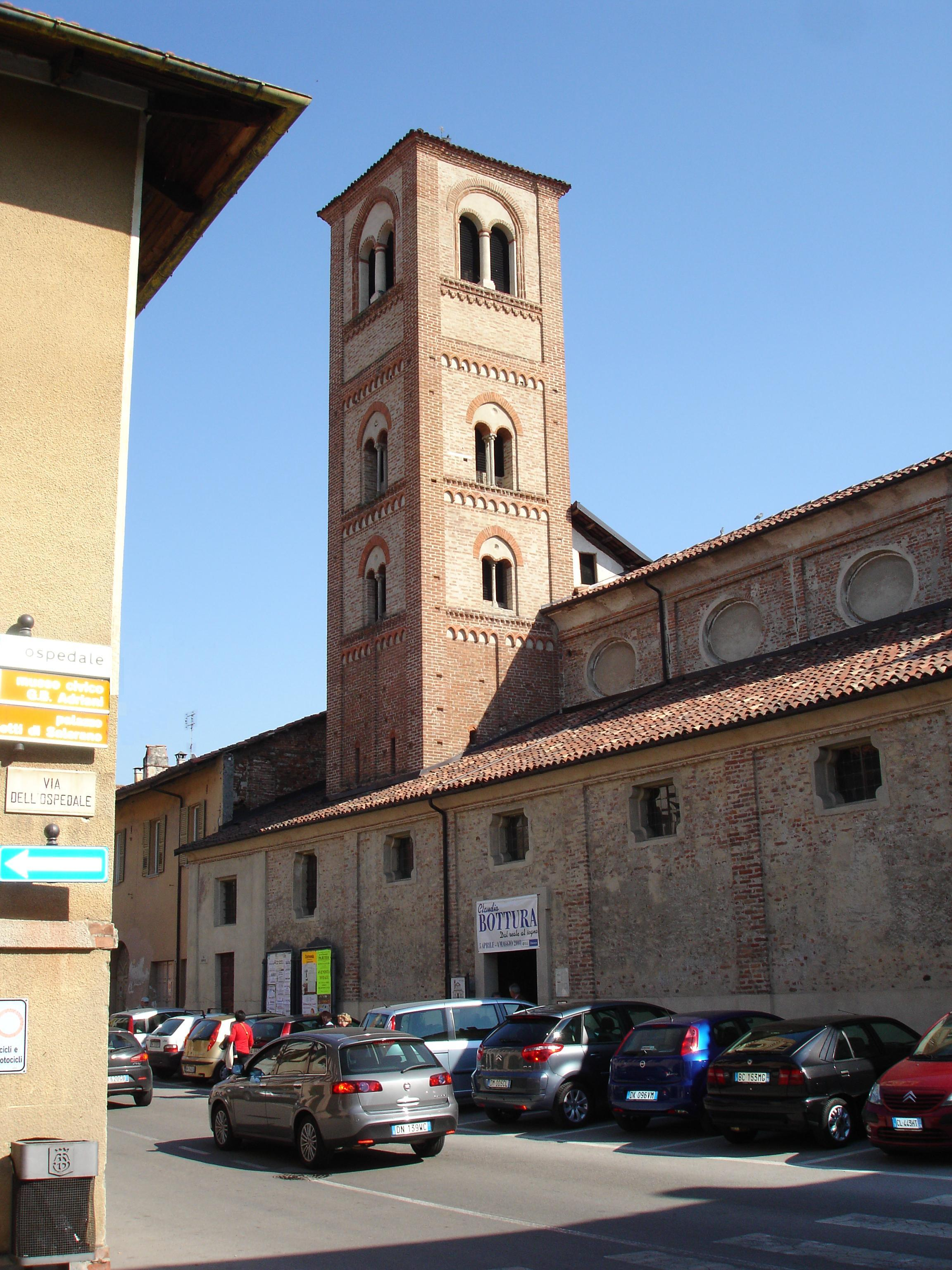
Via Cavour - Il campanile della Chiesa sconsacrata di San Gregorio

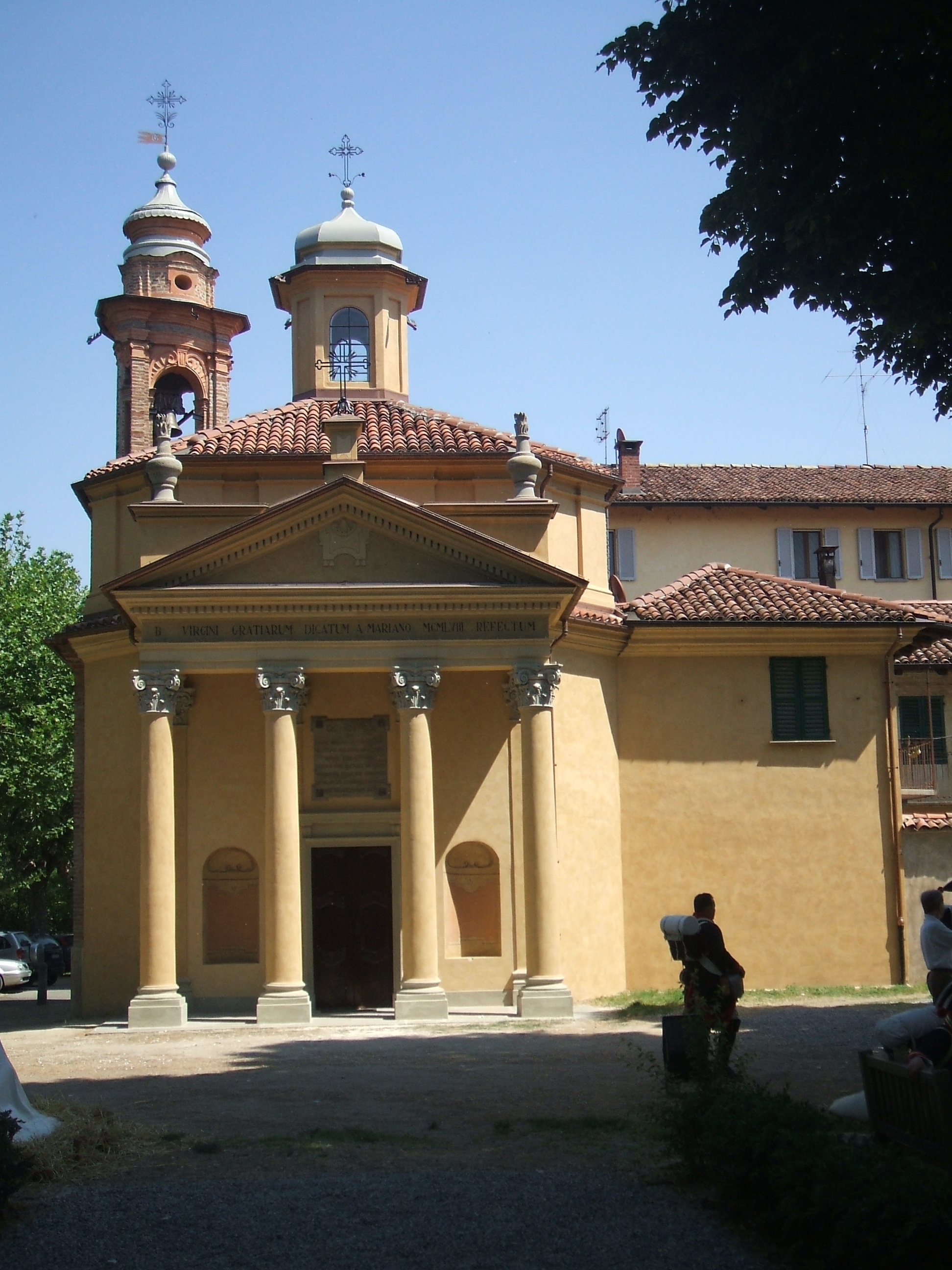
Chiesa della Madonna delle Grazie a Cherasco

### Castelli
- Castello dei Visconti del XIV secolo

### Architetture religiose
- Chiesa di Sant'Agostino: costruita nel 1672 su progetto di Giovenale Boetto, affrescata da Sebastiano Taricco e da Giovanni Carlo Aliberti, conserva una pala con la Strage degli Innocenti di Bartolomeo Caravoglia, le statue lignee del Cristo alla colonna di Carlo Giuseppe Plura e del Cristo risorto di Stefano Maria Clemente.[13]
- Chiesa di San Pietro: del XII - XIII secolo, conserva la facciata romanica, rara in Piemonte, mentre l'interno è stato rimaneggiato nel Settecento.
- Chiesa di San Martino: costruita nel XIII- XIV secolo, conserva una facciata con elementi in cotto medievali.[14]
- Chiesa di Sant'Iffredo.
- Santuario della Madonna del Popolo: ultimata nel 1702 su progetto di Sebastiano Taricco, presenta un'alta e scenografica facciata in cotto a vista. L'interno, a pianta centrale, decorato dai raffinati stucchi di Domenico Beltramelli, conserva due tele di Giovanni Claret e due preziose tele con l'Adorazione dei pastori e l'Adorazione dei Magi del pittore lionese Pietro Metey.[15]

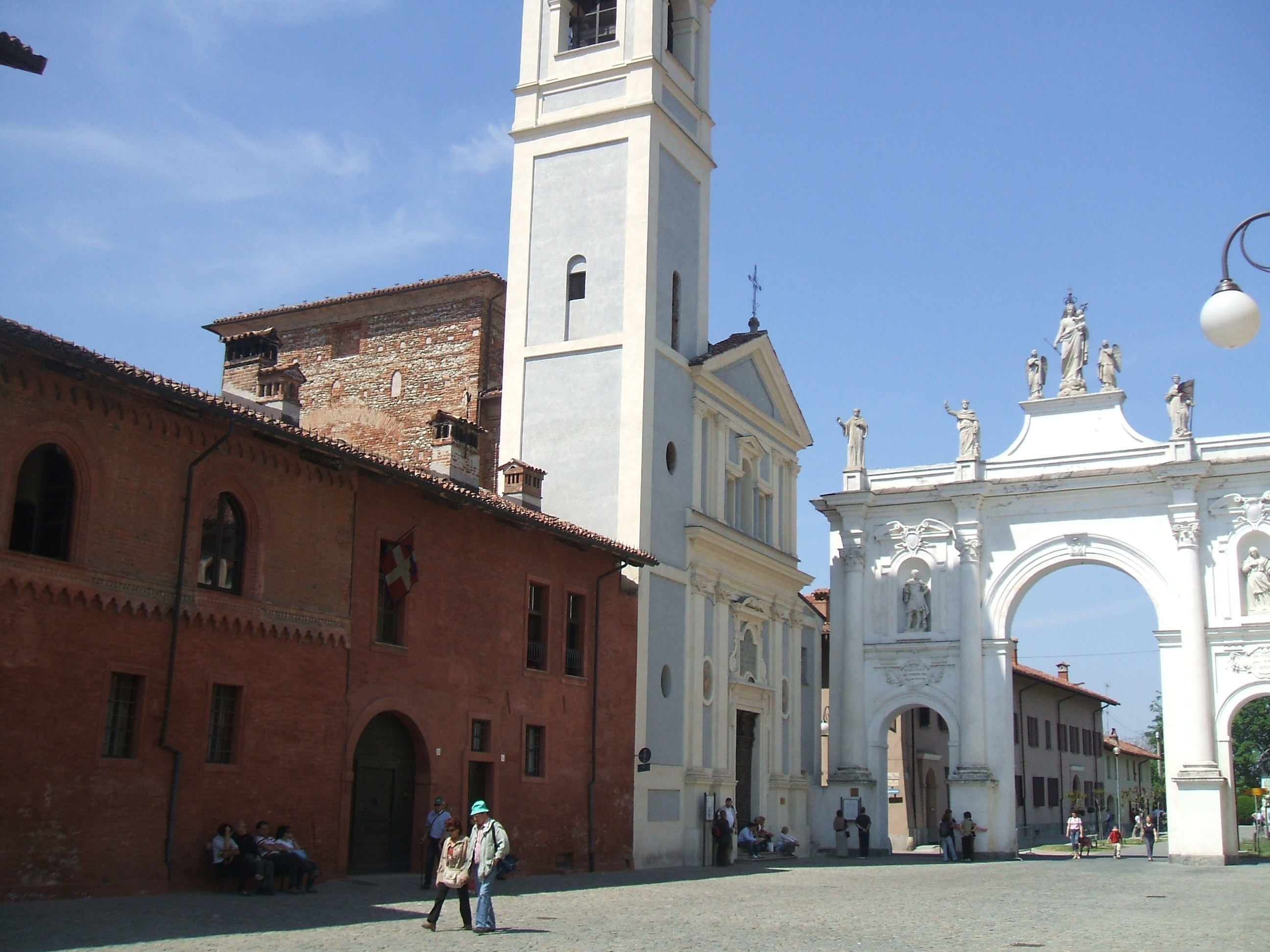
L'Arco del Belvedere, costruito tra il 1647 e il 1688 per l'esenzione della peste del 1630; a lato dell'Arco, la Chiesa di Sant'Agostino

### Musei
- Museo Civico "Giovanni Battista Adriani"
- Museo naturalistico "Giorgio Segre"[16]
- Museo della magia, inaugurato e curato dal Mago Sales
- Chiesa sconsacrata di San Gregorio, usata per mostre ed esposizioni temporanee

### Palazzo Salmatoris
Si trova nel cuore della città e prende il nome dal nobile locale Giovanni di Audino Salmatoris, che lo fece costruire nel 1620.
Detto anche "palazzo della Pace", è stato testimone di importanti eventi storici della città, fra cui:
- la firma degli accordi che posero fine alla Guerra di successione di Mantova e del Monferrato nell'aprile 1631
- la custodia della Sacra Sindone nel 1706 nella saletta chiamata "del Silenzio", appositamente affrescata da Sebastiano Taricco
- la firma dell'armistizio tra Napoleone e il regno sabaudo nel 1796 (ricordata come Pace di Cherasco).

Già nei secoli passati il palazzo è stato sottoposto a una serie di ristrutturazioni; acquisita nel 1983 dall'amministrazione comunale e restaurato negli anni '90, oggi costituisce un importante centro culturale e ospita mostre d'arte di livello internazionale.
L'edificio fa parte del circuito "Castelli Aperti" del Basso Piemonte.

### Sinagoga
Costruita nel XVIII secolo all'interno dell'antico ghetto della città (istituito nel 1725 e abolito da Carlo Alberto nel 1848), è una testimonianza della presenza ebraica, che tuttavia risale a tempi ancora precedenti. È costituita da una piccola sala quadrangolare con pareti decorate da iscrizioni in ebraico e arredamenti in legno intagliato.

### Monumento alle Vittime dell'Heysel
Questo monumento, inaugurato a maggio 2016, voluto e realizzato dai Cheraschesi Marco Bogetti e Paolo Monchio in collaborazione con l'amministrazione cittadina e con la collaborazione dell'associazione "Quelli di Via Filadelfia", è il primo in Piemonte, dedicato ai 39 tifosi della Juventus che persero tragicamente la vita durante la finale della Coppa dei Campioni, svoltasi a Bruxelles il 29 maggio 1985.

## Società

### Evoluzione demografica
Cherasco è conurbata a Bra dalla fine degli anni '90: questo ha causato l'aumento demografico apprezzabile nel grafico.
Abitanti censiti

### Etnie e minoranze straniere
Secondo i dati Istat al 31 dicembre 2017, i cittadini stranieri residenti a Cherasco sono 894, così suddivisi per nazionalità, elencando per le presenze più significative:
1. Romania, 414
2. Albania, 167
3. Marocco, 77
4. India, 35
5. Tunisia, 22
6. Cina, 20

## Cultura

### Cucina

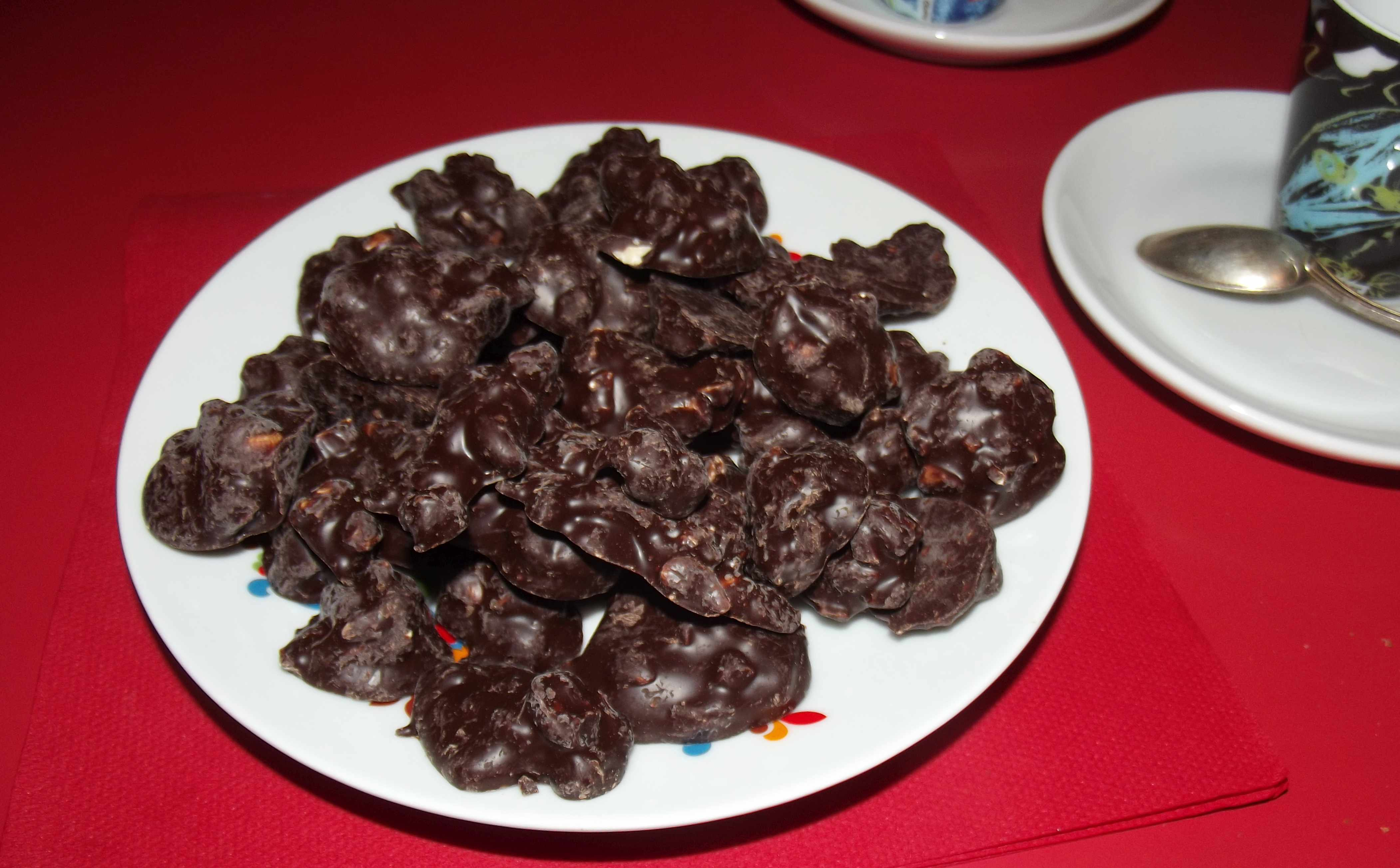
Baci di Cherasco

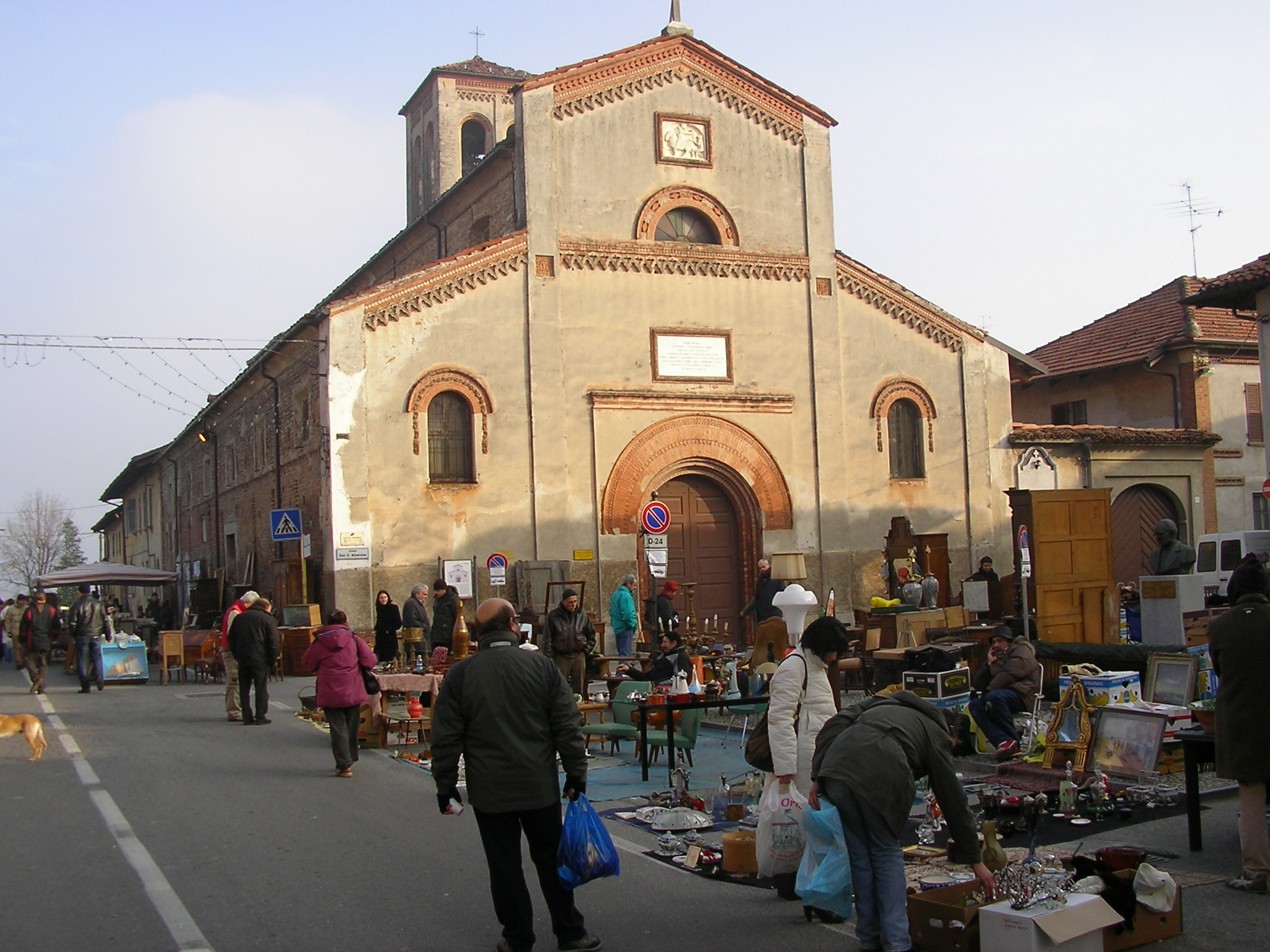
Mercato Antiquariato

Nel 1881 un giovane pasticcere cheraschese, di ritorno da un periodo di apprendistato a Torino, fondò la pasticceria Barbero. Nella nuova confetteria vennero prodotti per la prima volta i baci di Cherasco, un cioccolatino che con il tempo diventò caratteristico della cittadina.
La cucina tipica langarola, portata avanti dai tanti ristoranti presenti, risente anche della pratica dell'elicicoltura.

### Mercato dell'Antiquariato
Da più di trent’anni, si svolge almeno quattro volte l'anno il Mercato dell'Antiquariato, giunto nel marzo 2024 alla 130ª edizione ed il centro storico diventa completamente pedonale, con centinaia di espositori e con i loro banchi sparpagliati per le vie ortogonali, tra i palazzi barocchi, le chiese seicentesche e le piazzette suggestive, con un successo di pubblico che è stato crescente nel tempo.

## Geografia antropica
Il comune si compone del capoluogo e di dodici frazioni circostanti.
Negli ultimi cinquant'anni, a partire dal 1971, vi è stato un aumento della popolazione residente pari al 50 %.

## Economia
Nel territorio comunale è presente un impianto per la produzione di energia idroelettrica.

## Infrastrutture e trasporti
Cherasco era servita di una propria stazione ferroviaria posta lungo la Ferrovia Bra-Ceva.
 La ferrovia è stata chiusa in seguito ai danni subiti dalla alluvione del 1994 e da quel momento la stazione è attiva solo per traffico merci verso Bra.

## Amministrazione

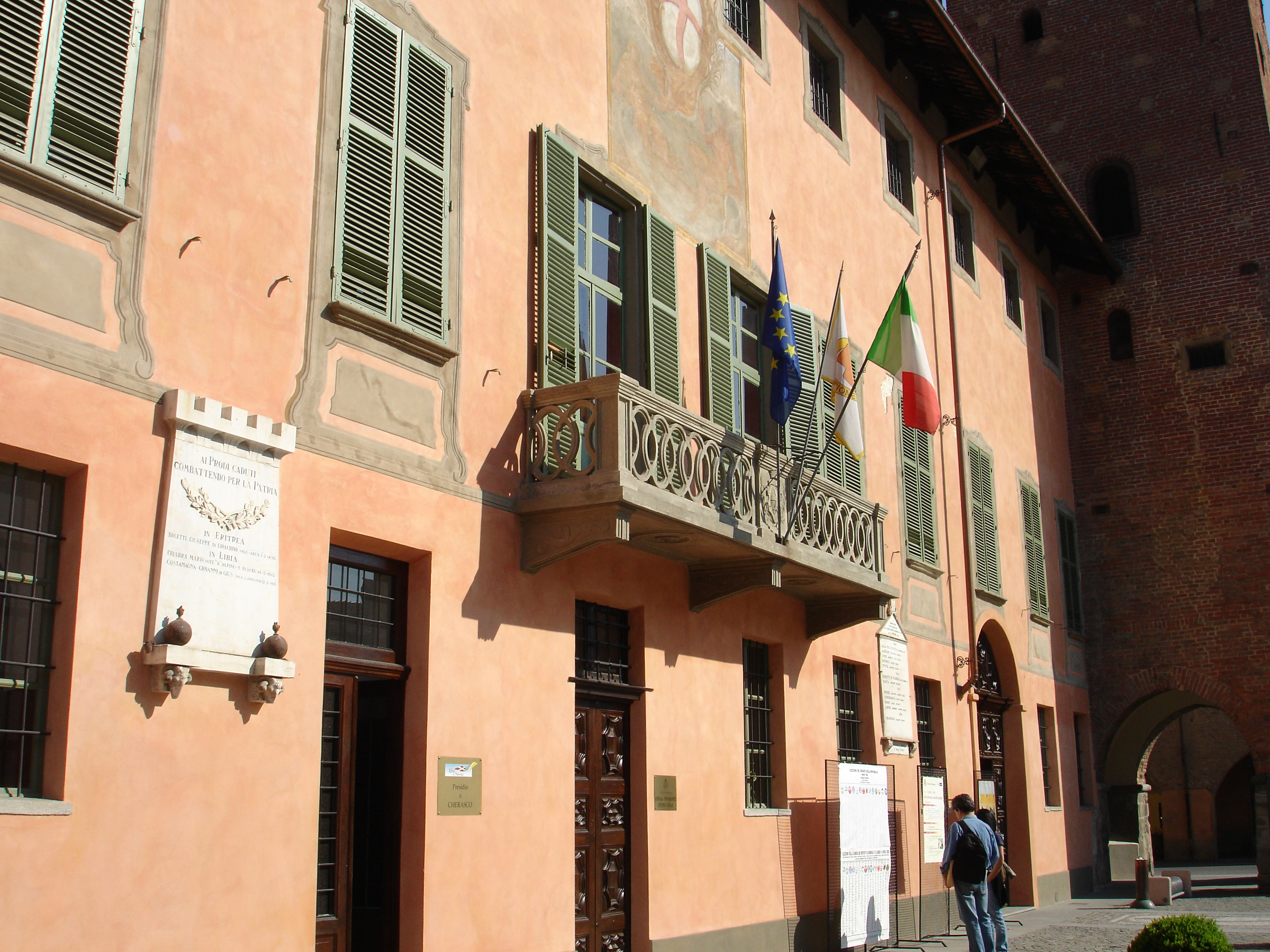
Il Municipio

| Periodo    | Periodo   | Primo cittadino  | Partito      | Carica  | Note       |
| ---------- | --------- | ---------------- | ------------ | ------- | ---------- |
| 2004       | 2009      | Pier Luigi Ghigo | lista civica | Sindaco |            |
| 11/06/2024 | in carica | Claudio Bogetti  |              | Sindaco |            |
| 2009       | 2014      | Claudio Bogetti  | lista civica | Sindaco |            |
| 2014       | 2019      | Claudio Bogetti  | lista civica | Sindaco | II mandato |
| 2019       | 2024      | Carlo Davico     | lista civica | Sindaco |            |

### Gemellaggi
- Villars-sur-Var, dal 1990[22]
- Möckmühl, dal 2001[22]
- Piliscsaba, dal 2005[22]
- Cefa, dal 2006[22]
- Aksakovo, dal 2009[22]

## Sport
Club calcistico locale è la U.S. Cheraschese. Fondata nel 1904, ha sempre militato nelle divisioni dilettantistiche.

## Galleria d'immagini

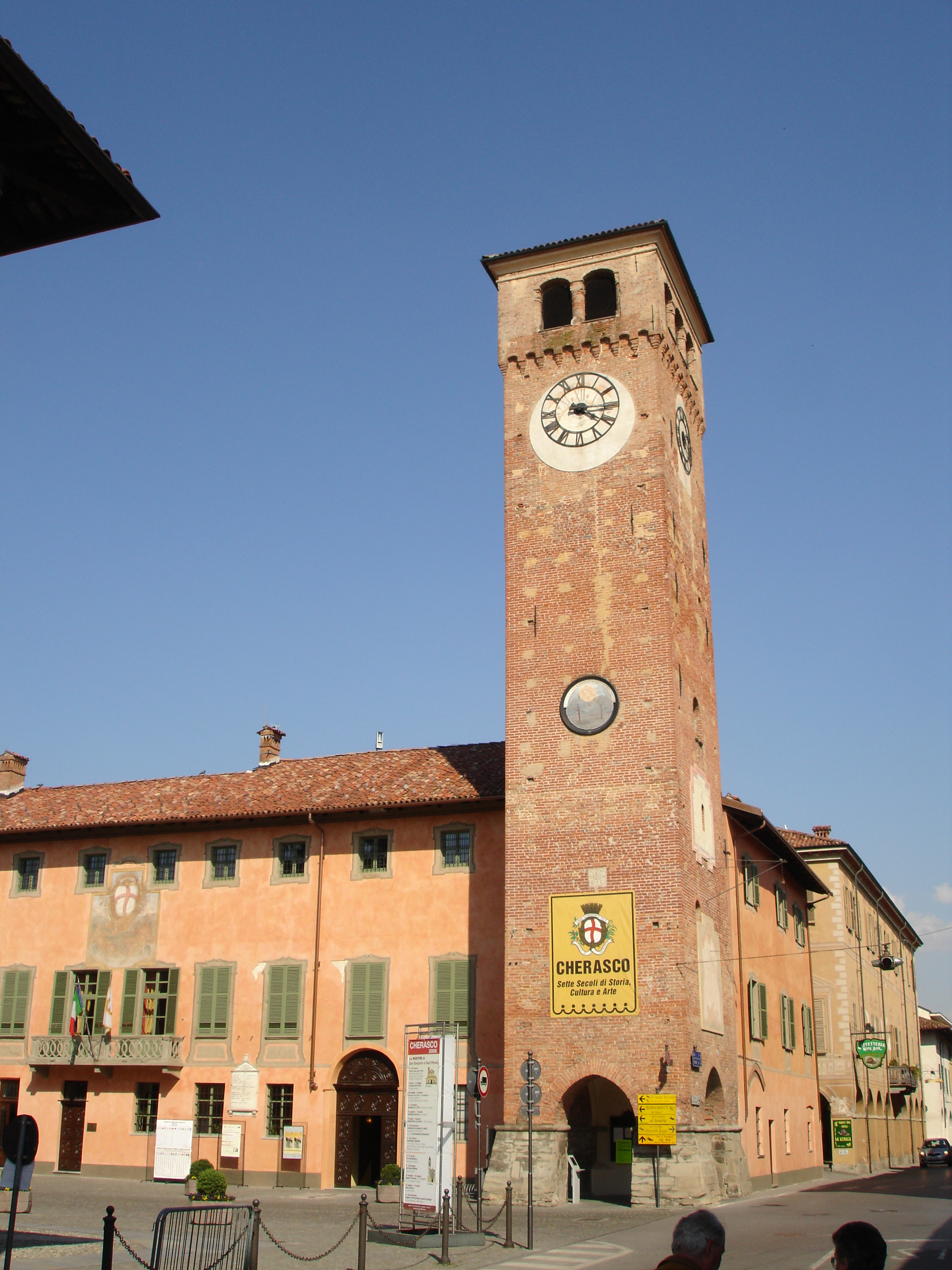
Torre del Municipio
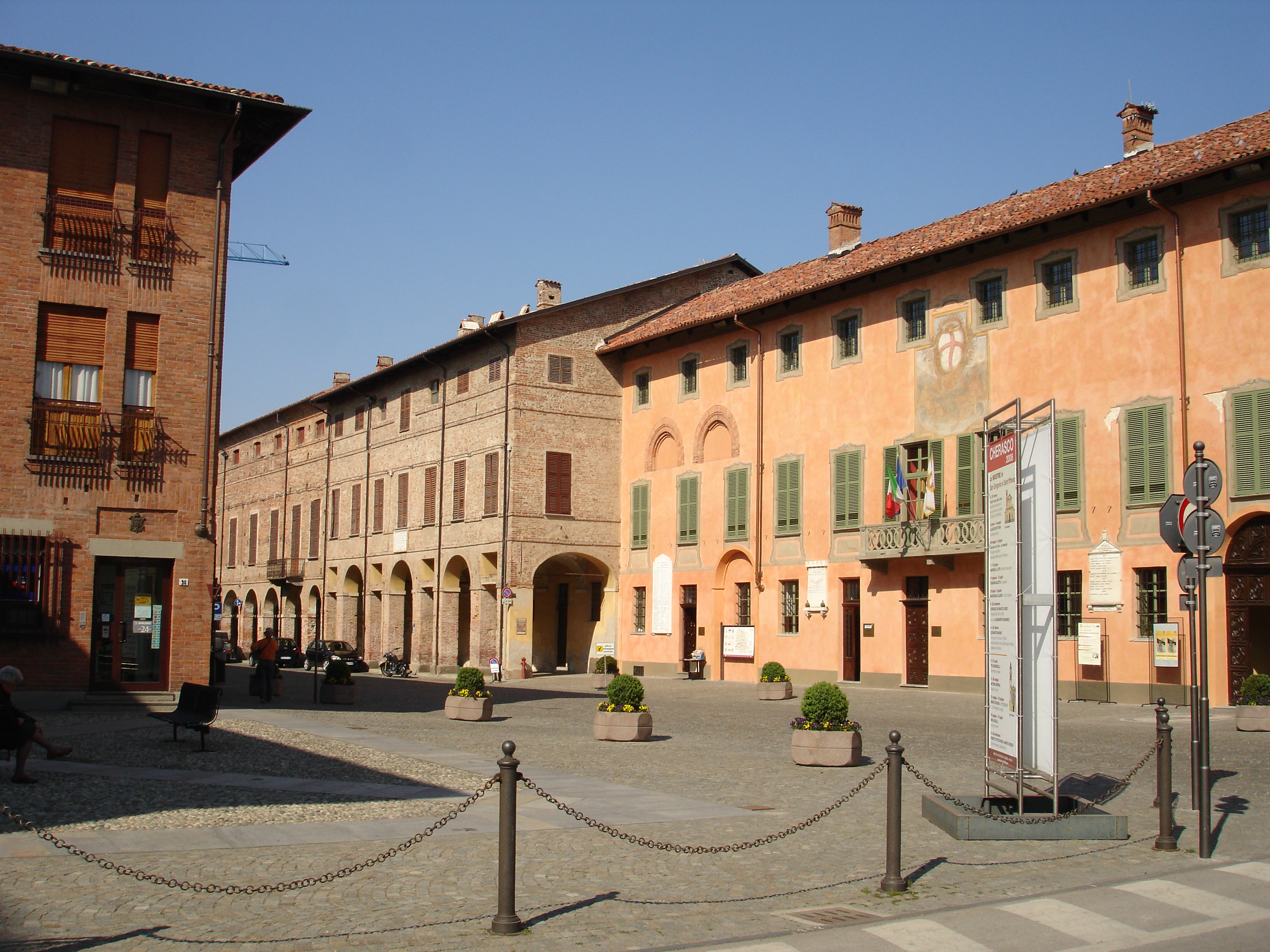
Piazza del Municipio
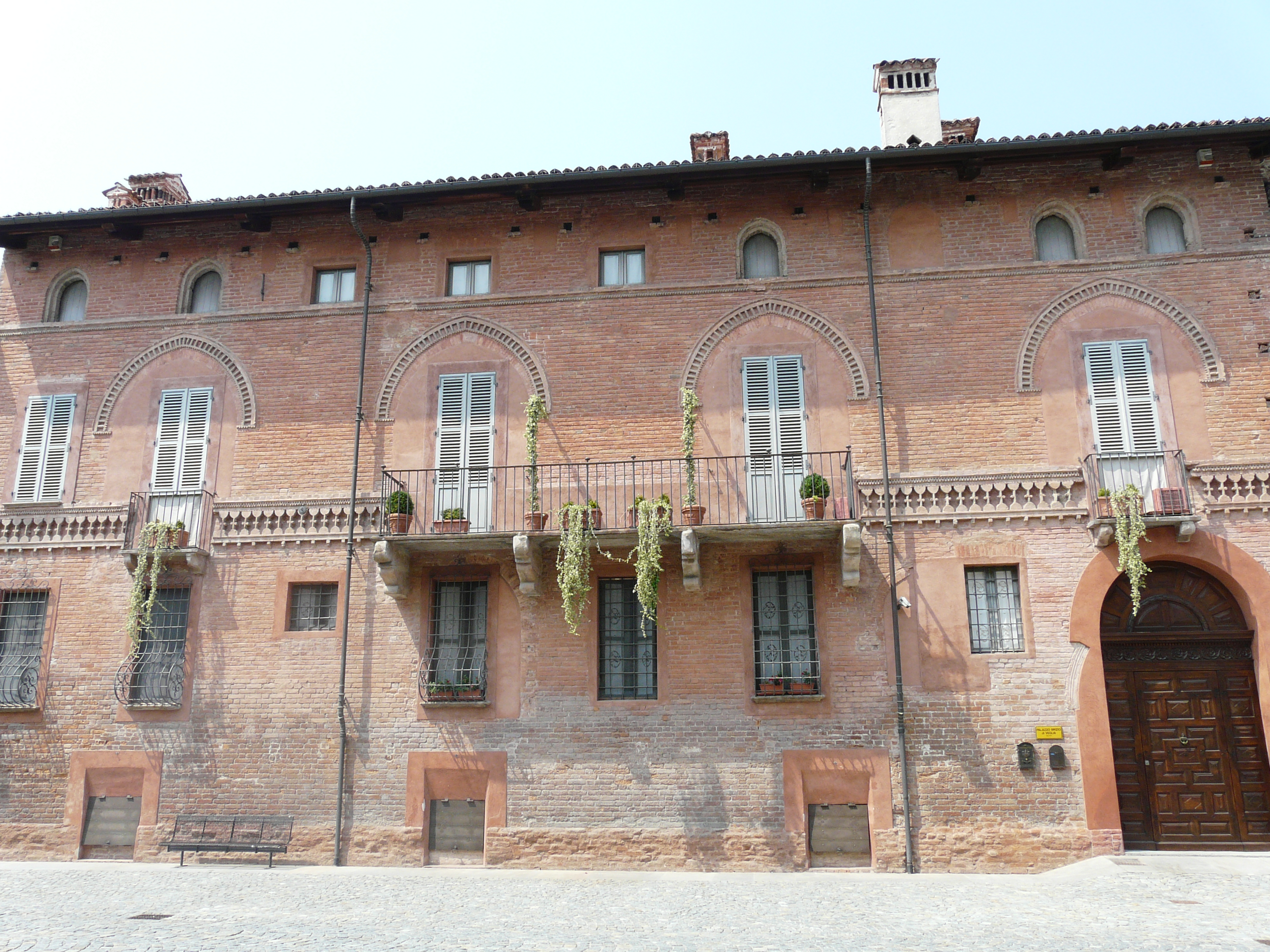
Palazzo Brizio di Veglia
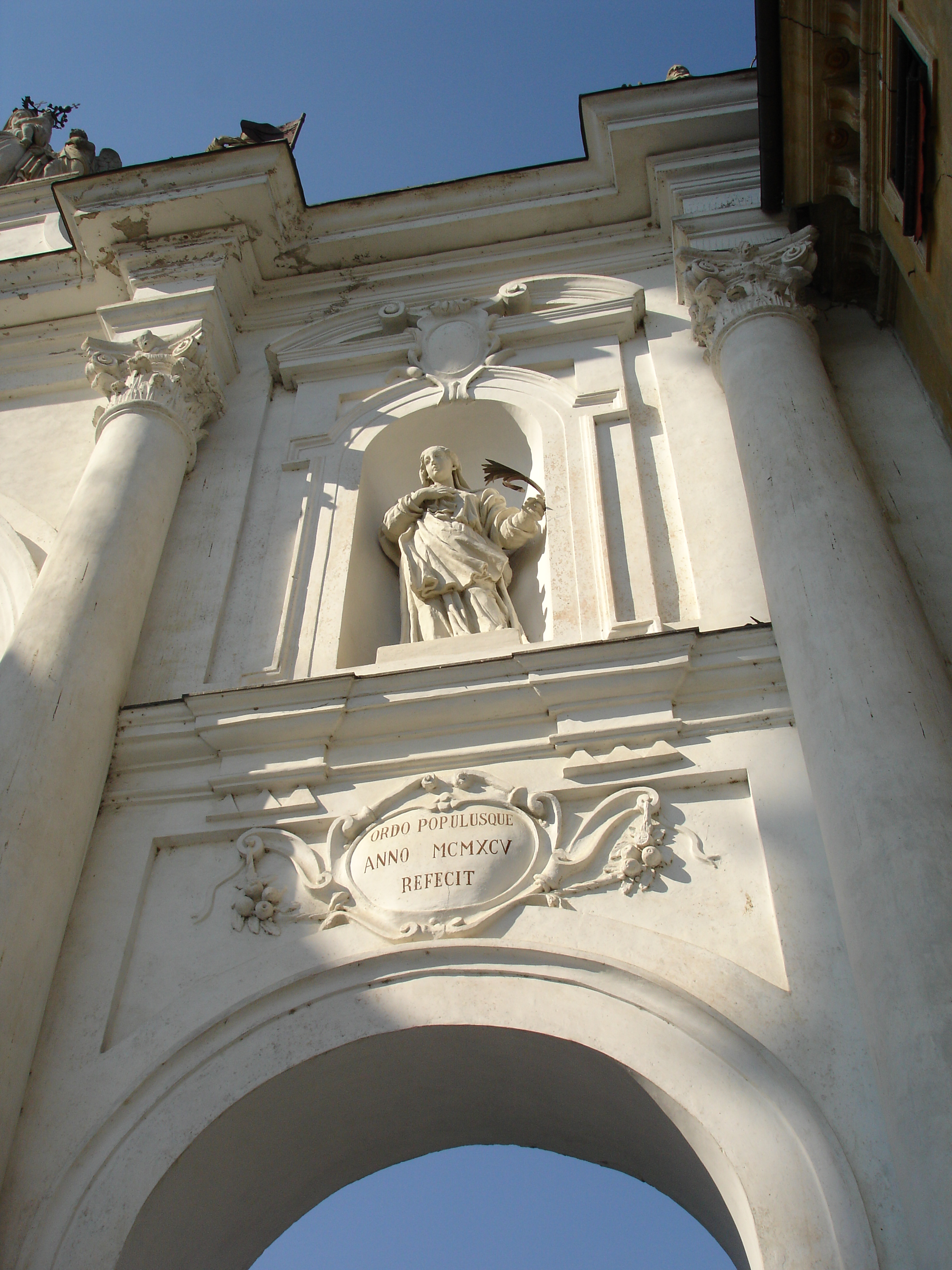
Particolare dell'arco del Belvedere o Arco della Madonna del Popolo
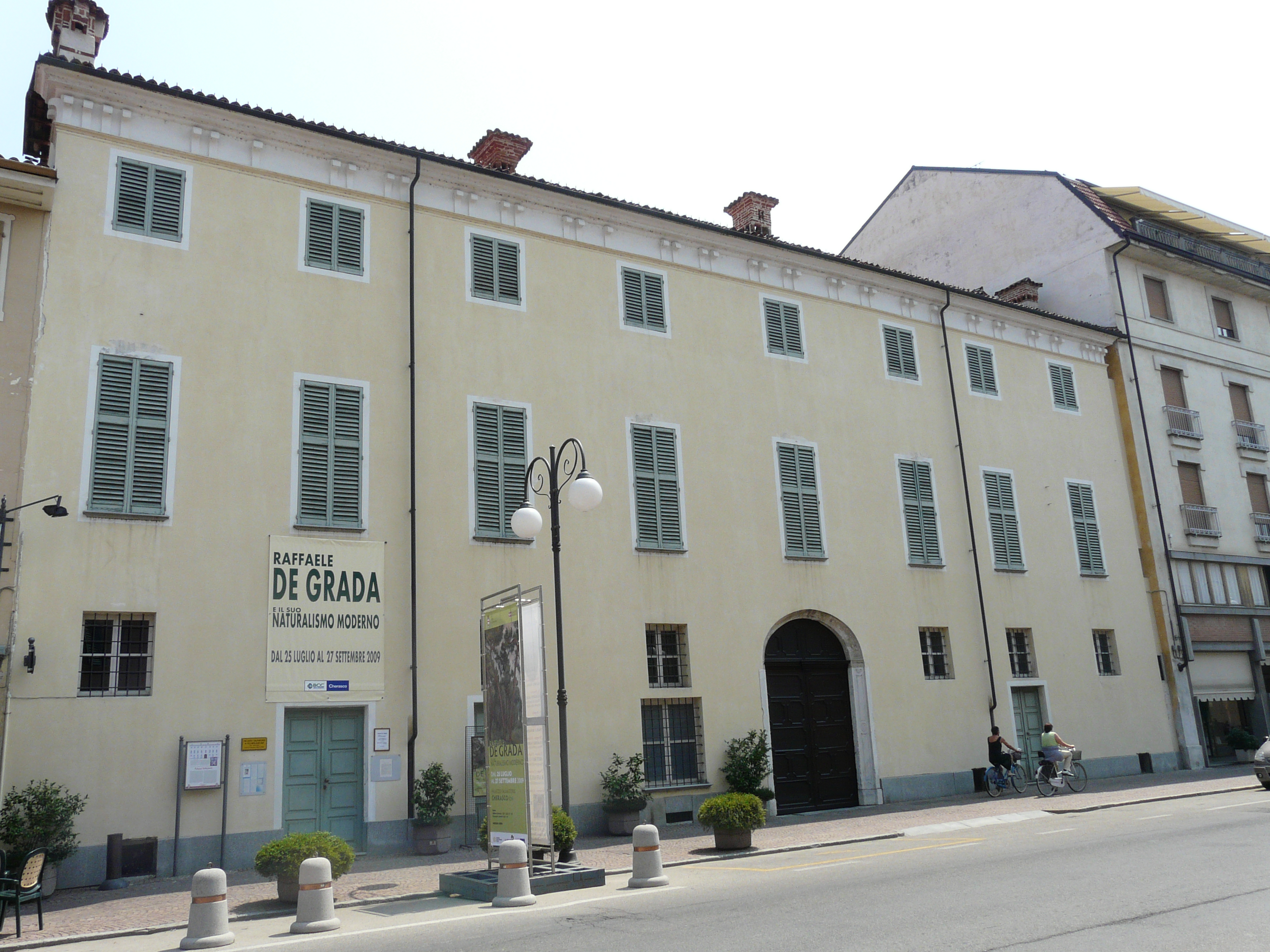
Palazzo Salmatoris
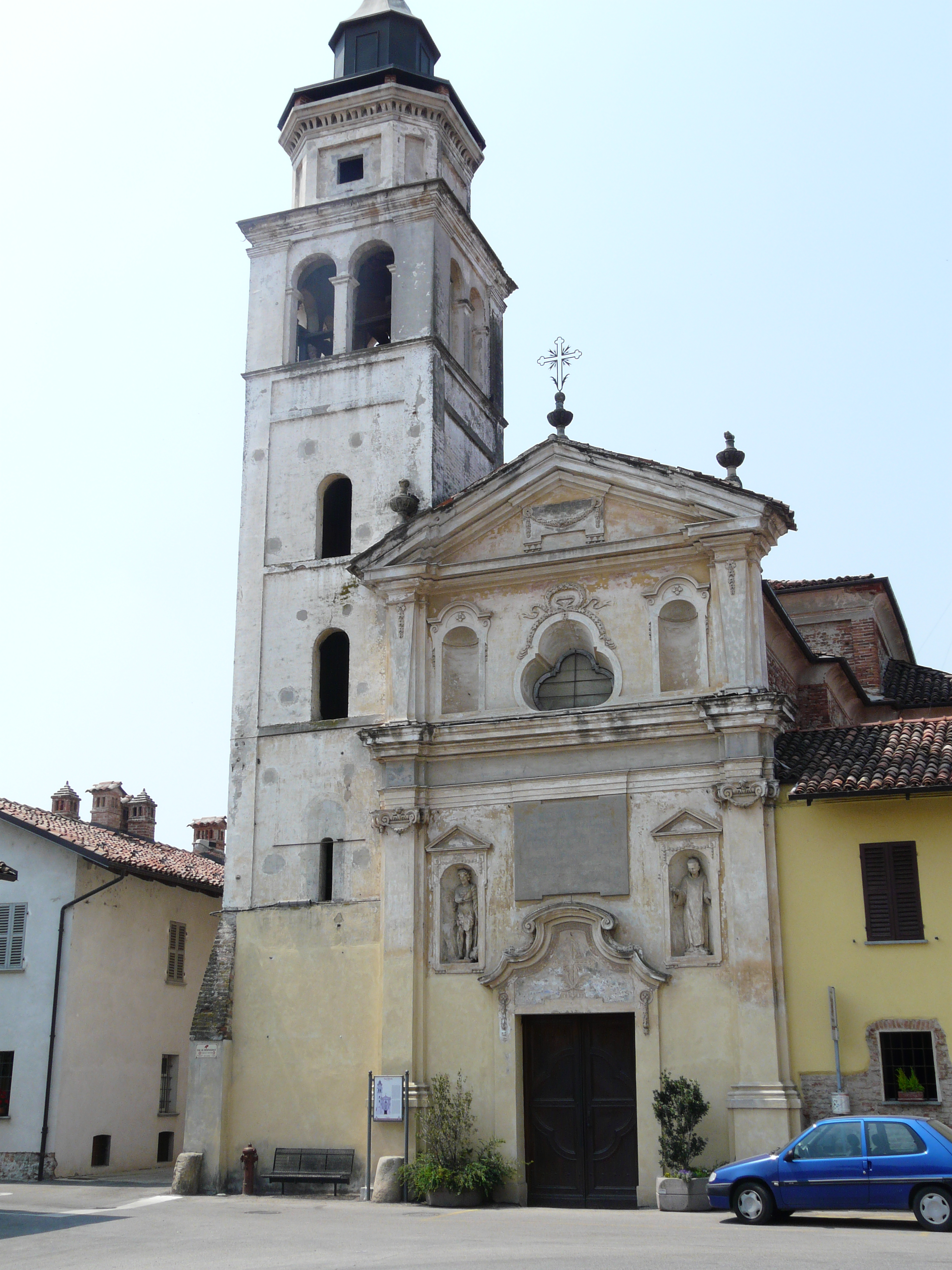
Chiesa di sant'Iffredo
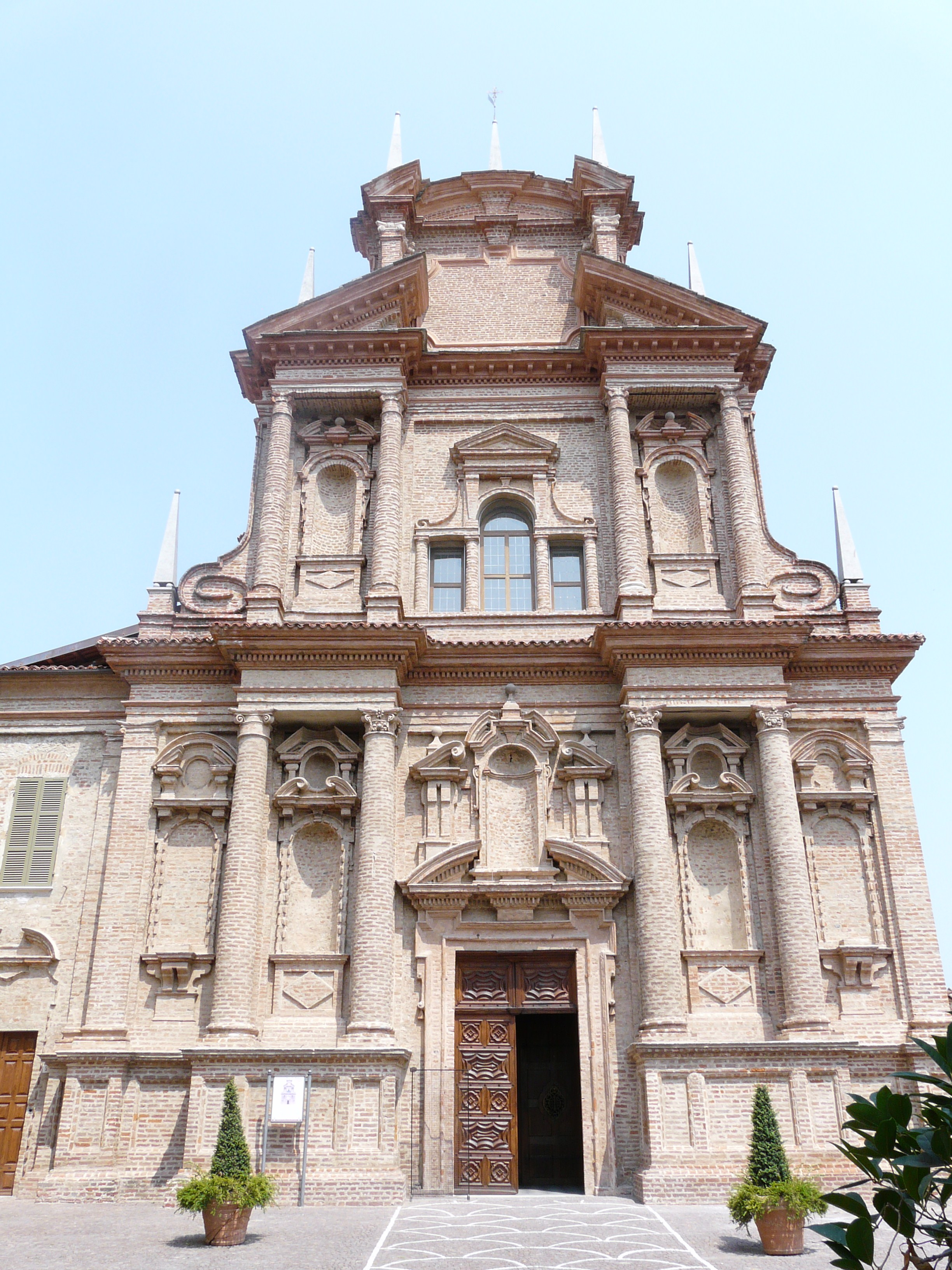
Santuario Madonna del Popolo
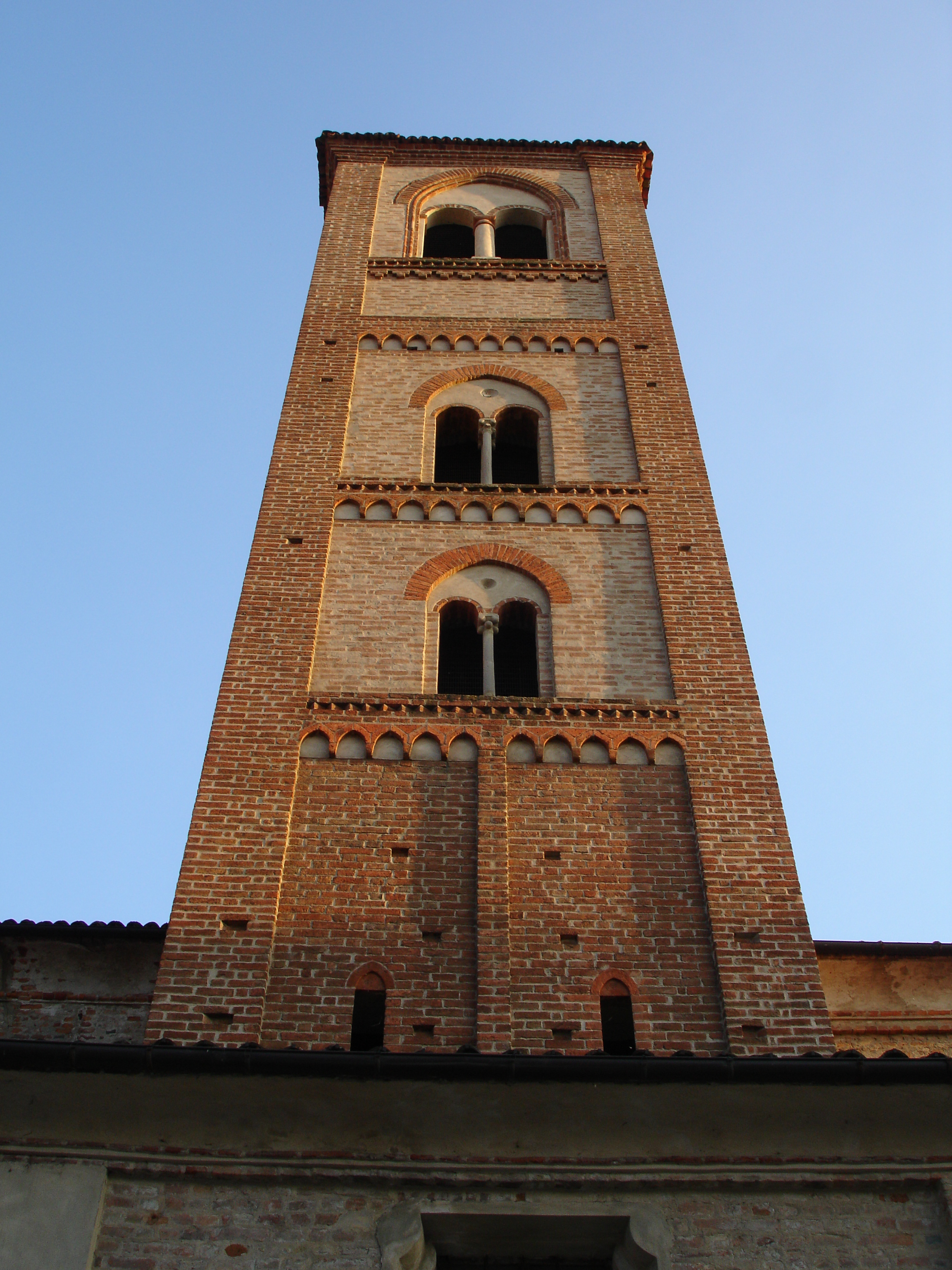
Il campanile della chiesa di san Gregorio
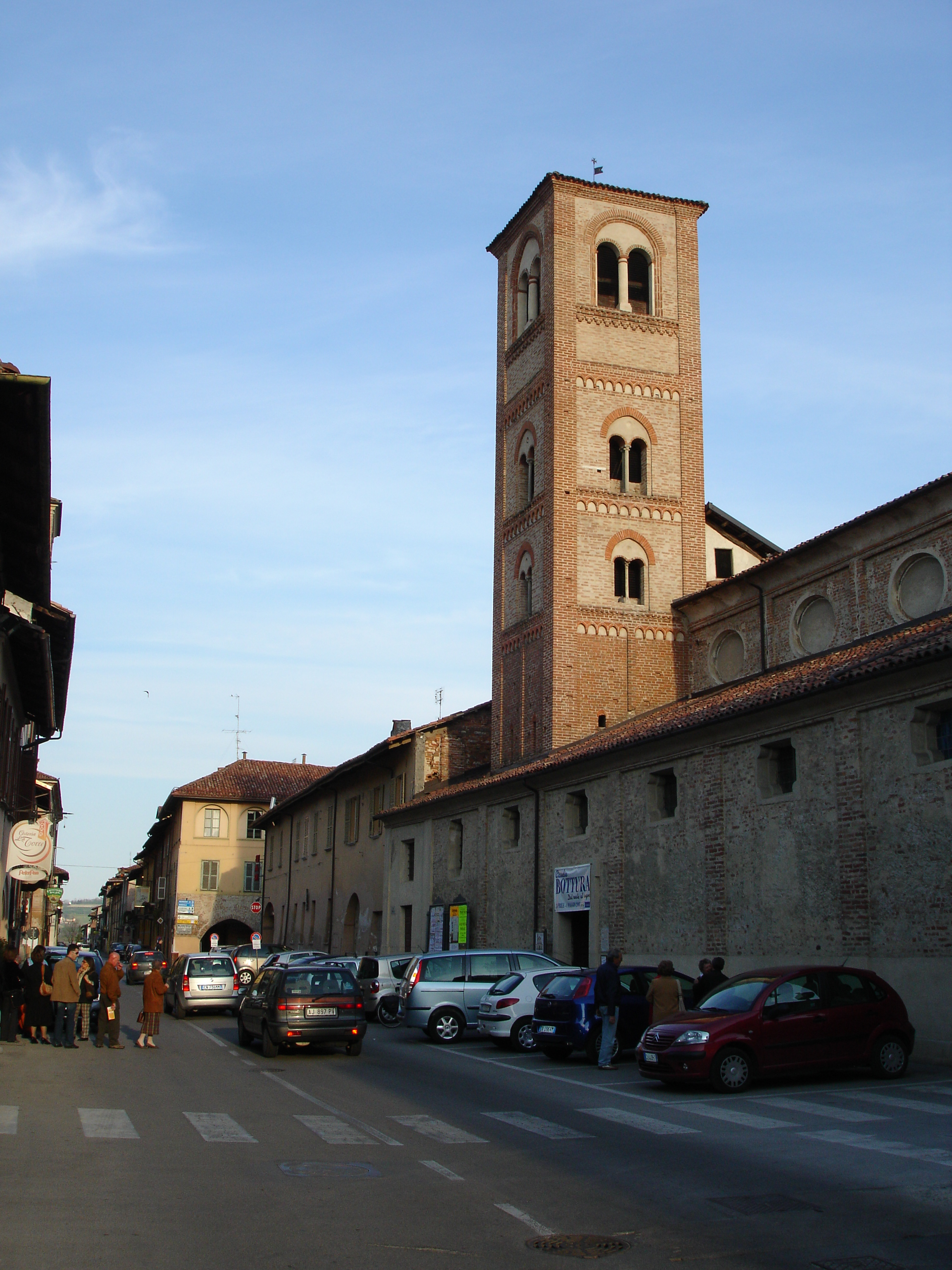
Via Cavour e chiesa di san Gregorio
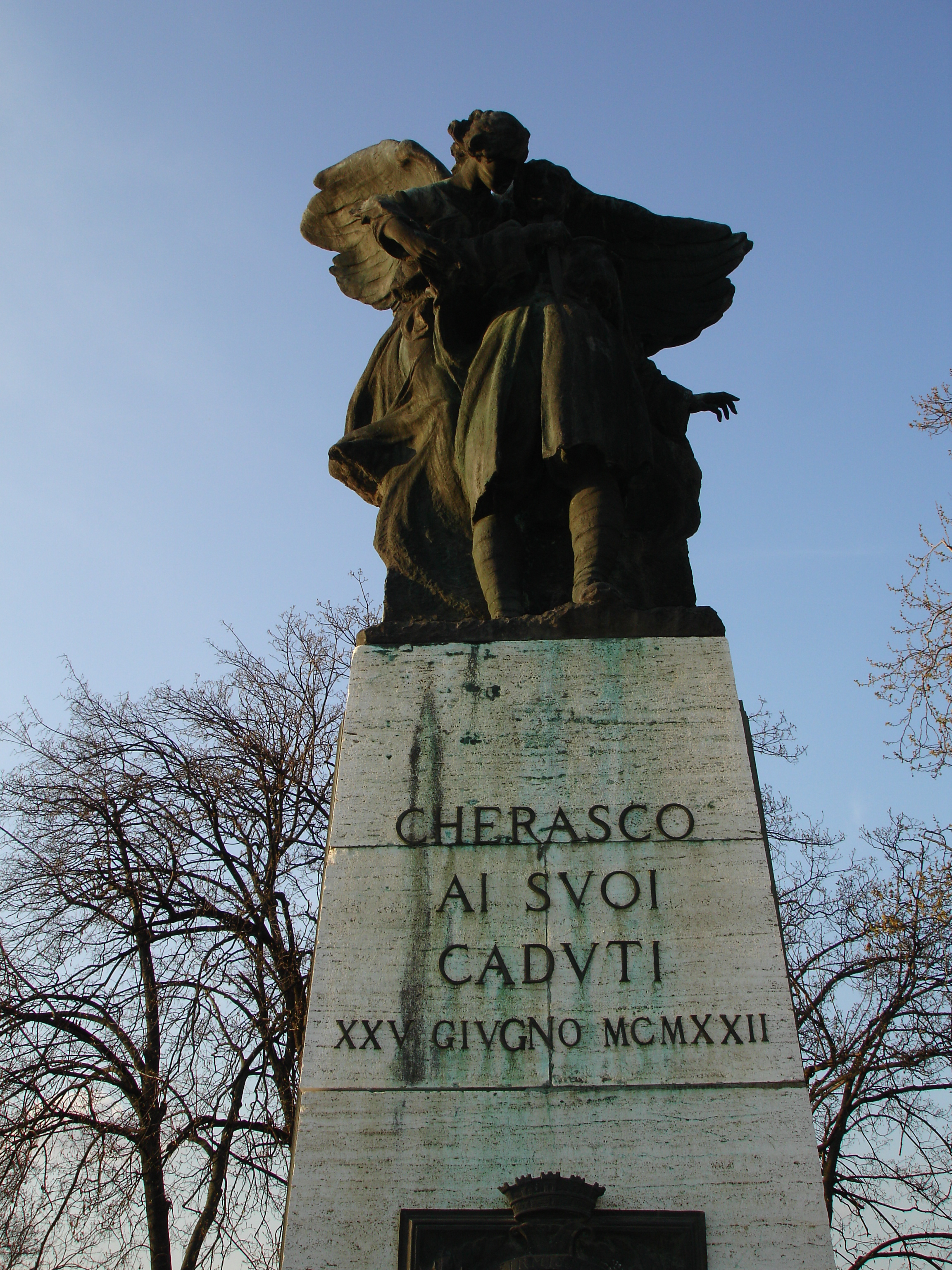
Monumento ai Caduti
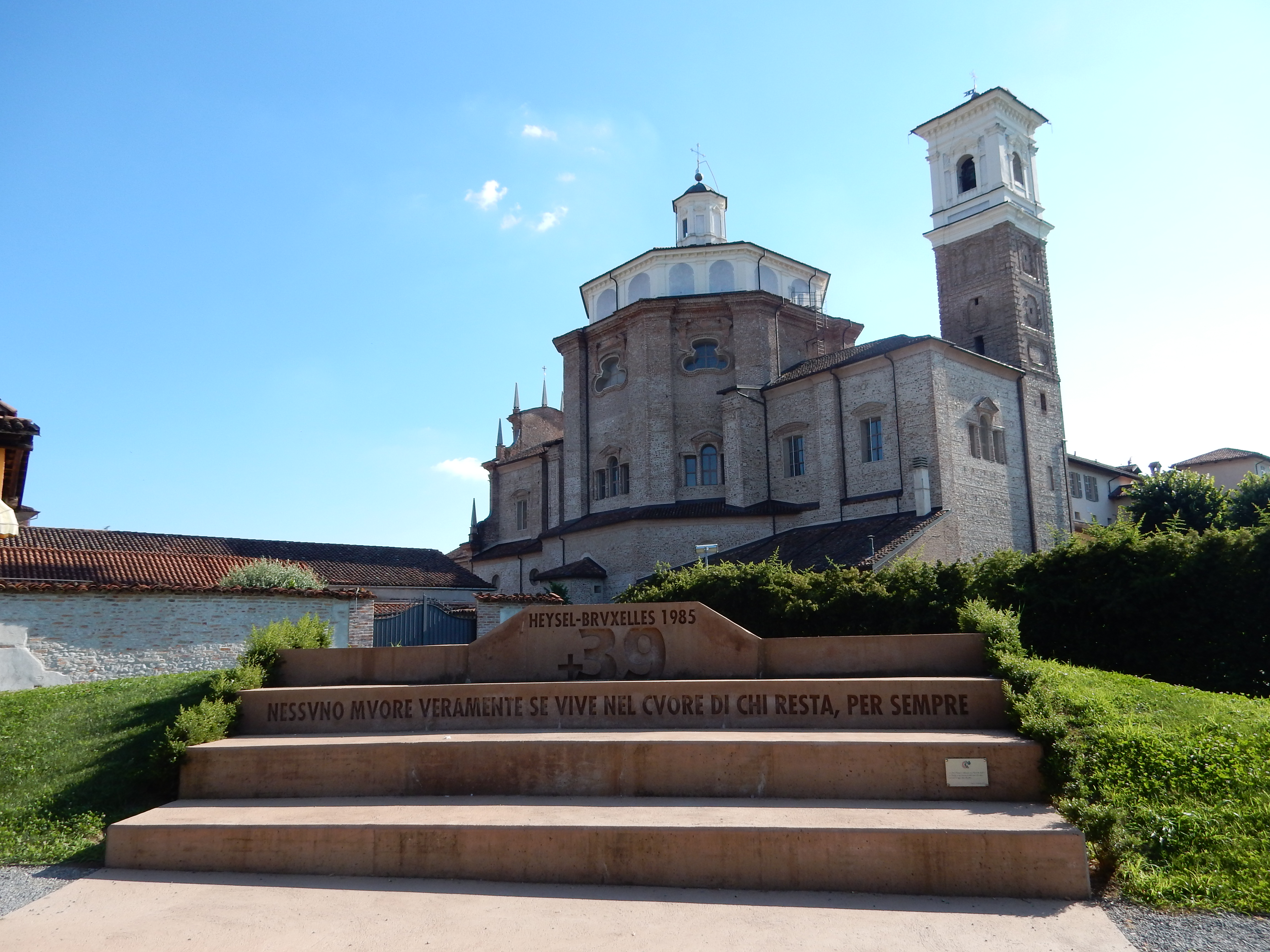
Monumento alle vittime della strage dell'Heysel